# Pierre Fromont (professeur)
Cet article concerne l'universitaire. Pour l'acteur et directeur artistique, voir Pierre Fromont.
Pour les articles homonymes, voir Fromont (homonymie).
Pierre Fromont, né à Rigny-le-Ferron (Aube) le 29 décembre 1896 et mort à Paris le 18 mai 1959, est un universitaire français.
Ancien élève de l'École normale supérieure, il enseigne l'économie politique et spécialement l'économie rurale, comme professeur à la faculté de droit de Rennes (depuis 1928), puis à la faculté de droit et des sciences économiques de Paris (depuis 1942) et à l'Institut national agronomique de Paris (depuis 1942) jusqu'à sa mort à Paris le 18 mai 1959. Très proche des milieux agricoles, il a été membre du Conseil économique au titre de la « Pensée française » de 1948 à 1952, membre de l'Académie d'agriculture à partir de 1947, directeur du Figaro agricole de 1953 à 1959.

## Biographie
Durant les années trente, Pierre Fromont, qui s'était marié en 1924 et avait deux fils, Philippe (1928-2008) et Michel (né en 1933), s'est contenté d'écrire des articles de caractère technique principalement dans des revues économiques, notamment la Revue d'économie politique, ou dans des revues agricoles, notamment le Journal d'agriculture pratique. Durant la guerre, Pierre Fromont s'est abstenu d'écrire pour éviter la censure. 
Après la guerre, il publie dans la presse beaucoup de textes de vulgarisation sur les problèmes économiques de l'agriculture et du monde rural. Dans la presse quotidienne, il écrit dans Le Monde de 1944 à 1948, où il est confronté à la très grave crise frumentaire de l'après-guerre en Europe.
Puis, à la suite de désaccords avec la ligne politique suivie par le directeur de ce journal, Hubert Beuve-Méry, il écrit dans Le Figaro de 1951 à 1959 à raison d'un article en première page chaque mois. Il écrit également beaucoup dans la presse agricole, notamment dans La France agricole de 1945 à 1950 et Le Figaro agricole de 1952 à 1959.
Son enseignement de l'économie rurale est exposé principalement dans les cours polycopiés de la faculté de droit de Paris de 1942 à 1957. Les thèmes variaient chaque année. Selon les années, ces cours portaient sur les problèmes de la production agricole et de sa modernisation, les échanges intérieurs, le commerce international. Les dernières années, ils ont porté principalement sur les économies rurales étrangères et aussi sur le progrès agricole tant au Moyen Âge qu'au cours des derniers siècles.
Enfin, si l'on met de côté un livre portant sur une matière étrangère à l'économie rurale, la démographie, le résultat des recherches de Pierre Fromont se retrouve principalement dans deux ouvrages. Le premier a pour titre Économie rurale; il devait être le tome I d'un traité général d'économie rurale ; il porte principalement sur l'entreprise agricole et parut en 1958. Le deuxième livre est un ouvrage posthume qui s'efforce de combler l'absence du tome II qui n'a pas vu le jour du fait du décès du professeur Pierre Fromont en 1959 ; il s'intitule Problèmes d'économie rurale et est paru en 1963 ; il a été réalisé par un disciple du maître de l'économie rurale, Démosthène Nacou, ingénieur du CNRS. C'est un recueil des meilleurs articles publiés dans les revues et dans la presse ; il porte principalement sur les relations entre les entreprises agricoles et les autres acteurs de la vie économique tant dans le cadre national (enseignement agricole, statistiques et comptabilité agricoles, financement de l'agriculture, progrès technique, coopération agricole, organisation des marchés agricoles, , etc.) que dans le cadre international (commerce international, pays sous-développés, Marché commun européen).

## Pensées
Plusieurs économistes, René Courtin,, François Houillier, Henri Denis et Démosthène Nacou ont consacré des articles à l'œuvre de Pierre Fromont après sa mort. La lecture des deux livres de Pierre Fromont sur l'économie rurale et des articles qui viennent d'être cités permet de mettre en lumière les principales idées qui dominent cette œuvre. 

### La loi de la population agricole décroissante
Le livre Économie rurale commence dès sa première page par une véritable confession : « Je me suis efforcé d'apporter le plus d'objectivité possible dans mes analyses et mes jugements, mais il me paraît honnête d'avertir le lecteur de l'immense sympathie que j'éprouve pour la masse anonyme des producteurs agricoles qui, sur toutes les terres et sous tous les cieux, peinent pour nous fournir notre pain quotidien ». Il précise alors immédiatement la cause majeure de cette sympathie : « Je ne connais rien de plus émouvant que leur sort : ils ont le malheur de travailler pour des besoins alimentaires, c'est-à-dire pour des besoins essentiellement inélastiques ».
Du fait de l'inélasticité des besoins alimentaires de l'homme, le surplus de produits alimentaires créés par le progrès technique ne trouve pas preneur, ce qui incite une partie des producteurs agricoles à cesser d'être agriculteurs. C'est la loi de la population agricole décroissante à laquelle Pierre Fromont consacre le chapitre XV du même livreet à laquelle il avait déjà consacré une dizaine de pages dans son livre Démographie économique. Il montre que cet exode n'est pas un signe de décadence, mais, qu'il est, au contraire, l'effet normal de l'accroissement de la productivité des agriculteurs, c'est-à-dire du progrès agricole. Pierre Fromont distingue d'ailleurs deux sortes d'exode affectant les agriculteurs, l'exode agricole qui consiste pour des agriculteurs à exercer une activité professionnelle autre que l'agriculture sans toutefois quitter la campagne et l'exode rural qui consiste à abandonner leur activité agricole et à aller s'établir en ville.

### Le particularisme de l'activité agricole
Pierre Fromont a beaucoup insisté sur les particularités du producteur agricole et de son entreprise. Certes quelques particularités tendent à disparaître ou à s'atténuer beaucoup : l'autarcie, car autrefois, le village fournissait pratiquement tout ce dont le paysan avait besoin à quelques exceptions près (y compris les vêtements, les outils et les moyens de construction), également le goût de l'épargne, et donc une certaine réticence à emprunter des capitaux pour améliorer sa productivité, enfin le contact avec le monde vivant des plantes et des animaux, ce qui explique sa patience et sa ténacité et le caractère familial de l'exploitation agricole qui permet d'associer sa descendance aux travaux et à la gestion de l'entreprise. 
Les particularités qui sont persistantes, ou même qui s'affirment de plus en plus, sont la juxtaposition des travaux manuels et de la gestion de l'exploitation, également la volonté des agriculteurs de mettre en commun une partie de leur activité, malgré un individualisme traditionnel, tels que l'achat et l'utilisation en commun de machines, d'engrais et de semences, le stockage et la vente en commun de leur production, ou encore, la mise en commun de leurs réflexions sur la politique d'investissement et de production de leurs exploitations. De même, l'agriculteur des années 1950 rencontre encore quelques difficultés à s'informer des progrès des méthodes et du matériel à utiliser, l'État et les organisations agricoles manquant souvent de dynamisme en ce domaine.

### Le plaidoyer en faveur de l'enseignement agricole
Pour le professeur Pierre Fromont, la formation des hommes commande le développement de toute activité économique. Or précisément, l'agriculture n'a jamais bénéficié d'un grand effort de la part de l'État en ce domaine. Il suffit de comparer les crédits consacrés à l'enseignement agricole avec ceux de l'enseignement industriel et commercial. Ainsi, selon un manuscrit rédigé en juillet 1944, intitulé Programme pour l'organisation de l'enseignement et des recherches agricoles et adressé aux nouveaux dirigeants de la France, il dénonçait l'insuffisance de la participation de l'État à la formation professionnelle des agriculteurs ; certes il se fondait sur des chiffres déjà anciens (du fait des perturbations dues à la guerre), mais qui ne lui semblaient pas avoir beaucoup évolué depuis leur établissement : en 1933, 44 millions de francs étaient attribués à l'enseignement agricole et 215 millions à l'enseignement industriel et commercial.
Selon lui, il importe de faire accéder les agriculteurs à la modernité et dans ce but, il propose un programme ambitieux : pour la recherche, créer un Centre national de recherches agronomiques et une dizaine de centres régionaux ; pour l'enseignement des jeunes, prévoir une dizaine de grandes écoles nationales (du type de l'Agro), créer une soixantaine d'écoles de niveau intermédiaire dans les départements et enfin, mettre sur pied un réseau d'écoles cantonales qui ne fonctionneraient que l'hiver, mais qui devraient accueillir tous les jeunes ruraux pour une première initiation aux méthodes modernes de culture, d'élevage et de gestion d'une entreprise familiale ; enfin, pour la vulgarisation et l'information des adultes, l'agent essentiel serait le conseiller agricole cantonal qui n'est autre que l'enseignant principal et l'animateur des écoles cantonales d'agriculture dont il souhaite la création.
Dans ses deux livres sur l'économie rurale, le professeur Fromont donne des exemples concrets des lacunes de la formation actuelle des agriculteurs, qu'il s'agisse des connaissances sur les nouveaux instruments de culture (semences, engrais, matériels, etc.), sur l'amélioration des méthodes de culture, et surtout des connaissances en économie, notamment le calcul de la rentabilité des investissements et la prévision des coûts et des recettes probables de la culture et de l'élevage. De plus, il compare fréquemment les insuffisances de la recherche et de la diffusion des connaissances en France avec les effets positifs produits par une recherche et un enseignement agricoles plus développés comme on peut l'observer dans certains pays comparables, notamment le Danemark, la Suisse, la Hollande, l'Allemagne, l'Amérique ou même l'Union soviétique.

### Le regard au-delà des frontières nationales
Une des constantes des réflexions de Pierre Fromont est son souci de connaître les problèmes et les solutions dans d'autres pays que la France. Non seulement, il a suivi l'évolution de quelques pays de même développement que la France, notamment l'Allemagne, le Danemark, la Hollande, la Suisse et les États-Unis pour la comparer avec celle de la France, mais encore il s'est intéressé à deux problèmes qui se posaient avec acuité durant les dernières années de sa vie, le sort des pays sous-développés et l'union de l'Europe comme le montrent les chapitres V et VI de Problèmes d'économie rurale. 
En 1954, à la suite d'un voyage auprès de la faculté de sciences économiques de l'Université du Caire, Pierre Fromont consacre à l'agriculture égyptienne la moitié de son cours d'économie rurale à la faculté de droit et des sciences économiques de Paris et la publie sous la forme d'une brochure de 142 pages ; il expose successivement les problèmes techniques, notamment ceux de l'eau, des semences, des engrais, des nouvelles cultures, (particulièrement des cultures pour l'exportation tels que le coton et le maïs), les problèmes économiques, principalement ceux dus à l'insuffisance quantitative de terres cultivables disponibles et au choix de nouvelles méthodes de culture, et les problèmes sociaux, notamment ceux dus à l'extrême pauvreté du paysan égyptien (la majorité a moins d'un hectare à cultiver) que la réforme agraire de Neguib de 1952 n'a pas suffi à éliminer. 
De plus, dans son livre Problèmes d'économie rurale, Pierre Fromont résume en une vingtaine de pages les différentes solutions qui permettraient de résoudre les problèmes devant lesquels se trouvent les agricultures des pays sous-développés. Après avoir abordé, en premier lieu, la distinction entre les pays à faible densité de population (qui doivent recourir à l'extension des cultures grâce à la mécanisation) et les pays à forte densité de population (qui doivent augmenter la production grâce à l'accroissement de la productivité), il expose plus en détail les différentes solutions possibles. Il y a tout d'abord le perfectionnement des techniques : éviter les brûlis et les pâturages surexploités, rechercher l'amélioration des sols par l'engrais ou le fumier, recourir à de nouvelles semences et à de nouvelles races plus productives, utiliser des instruments ou des machines plus performants, enfin assurer une minimum de formation professionnelle. Il y a ensuite ce que l'auteur appelle l'élimination de la domination tant dans le cadre national (équilibrer les relations entre propriétaires et tenanciers, entre producteurs et consommateurs) que dans le cadre international (stabiliser les prix agricoles dans la mesure du possible). Il y a, enfin, l'élimination de l'excès de population, notamment en augmentant la quantité et la qualité des terres (par le défrichement, par l'assainissement, par l'irrigation), éventuellement en provoquant une certaine industrialisation du pays. 
Enfin, Pierre Fromont a suivi avec un grand intérêt les premiers pas de ce qui est devenu l'Union européenne. La contribution la plus ancienne remonte aux premiers balbutiements de la construction d'une Europe unie, puisqu'il s'agit d'un rapport présenté par Pierre Fromont au Congrès de l'Europe qui s'est tenu à La Haye en mai 1948 : faute de propositions précises existant alors, le rapport présenté se contente de montrer que la France a la possibilité d'augmenter sa production afin d'exporter une partie de ses récoltes chez ses partenaires et qu'elle est disposée à le faire. Dans deux articles parus en 1953 et 1958 à la Revue d'économie politique et reproduits dans Problèmes d'économie rurale, l'auteur s'appuie sur une analyse approfondie des données statistiques disponibles pour modérer les espoirs que suscite l'édification éminente d'un véritable Marché commun agricole ; en particulier, il insiste beaucoup sur le fait que la France n'est pas dans la situation la plus avantageuse du fait que, sauf pour le vin, ses terres et son climat sont adaptés à la production d'une qualité moyenne correspondant à ce que les autres pays produisent aussi en grande quantité alors qu'il serait plus avantageux de procéder à des productions pour lesquelles les autres pays européens sont déficitaires ; il insiste aussi sur le fait que la formation professionnelle des agriculteurs français a pris du retard sur celle des autres pays européens, ce qui explique le niveau moyen des rendements de l'agriculture française.

## Publications
La liste complète des publications (à l'exception du livre posthume Problèmes d'économie rurale paru en 1962) a été reproduite en 1960 dans la Revue d'économie politique. De plus, le livre posthume Problèmes d'économie rurale contient une liste complète des publications à l'exception de celles qui ont été précisément retenues pour former la substance de ce livre. La liste qui suit est sélective puisqu'elle ne rassemble que les publications les plus caractéristiques de l'œuvre de Pierre Fromont.

### Livres
- Le pays d'Othe, sa vie économique, Nancy 1923.
- Le régime juridique de l'électrification des campagnes dans la région lorraine, Nancy 1924.
- Démographie économique, Les rapports de l'économie et de la population dans le monde, Payot, Paris 1947.
- L'agriculture égyptienne et ses problèmes, Éd. Domat Montchrestien, Paris 1954.
- Le milieu humain, Contribution au Traité d'économie politique sous la direction de Louis Baudin, 1ère éd. 1955, 2e éd. 1958.
- Économie rurale, Éd. M. Th Génin, Paris 1958 (cf. compte-rendu de lecture par André Garrigou-Lagrange, Revue d'économie politique 1958, pp. 453-458).
- Problèmes d'économie rurale, Éd. M. Th Génin, Paris 1962.

### Cours polycopiés

#### Cours professés à la Faculté de Droit et de Sciences économiques de Paris et polycopiés par les Cours de droit
- La production en vue des besoins (l'efficacité de effort producteur, le cadre de la production), année 1942-1943.
- L'adaptation de la production aux besoins (les prix agricoles, les organes de l'adaptation, les résultats de l'adaptation), année 1943-1944.
- Le commerce international des produits agricoles (les échanges internationaux, les restrictions aux échanges), année 1944-1945.
- Les problèmes de l'exploitation agricole, année 1945-1946.
- Les échanges intérieurs (les structures, les mécanismes), année 1946-1947.
- Le commerce international des produits agricoles (les échanges internationaux, les restrictions aux échanges), année 1947-1948.
- L'organisation de la production agricole et sa modernisation, année 1948-1949.
- Le commerce des produits agricoles et sa modernisation (le coût du commerce agricole, l'adaptation de l'offre à la demande), année 1949-1950.
- Économies rurales étrangères et échange international (les faits, la théorie), année 1950-1951.
- Les problèmes anciens du progrès agricole (du IXe au XVIIe siècle, progrès ou croissance ?), année 1951-1952.
- Les révolutions agricoles des temps modernes (le XVIIIe siècle, du XVIIIe au XXe siècle), année 1952-1953.
- Le progrès agricole au XXe siècle en France (le Plan Monnet, l'initiative privée), année 1953-1954.
- Les agricultures européennes devant l'échange international (les problèmes permanents, les solutions européennes contemporaines), année 1954-1955.
- Les problèmes posés par les formes contemporaines de l'agriculture (d'après le plan de modernisation, posés par le progrès agricole), année 1955-1956.
- La production agricole devant le phénomène du marché, année 1956-1957.

#### Cours professés à l'Institut national agronomique et polycopiés par le Centre universitaire de polycopiage
- Économie rurale : la production en vue des besoins, l'adaptation de la production aux besoins, 2 fascicules.

#### Cours professés au Collège libre des Sciences sociales et économiques et polycopiés par le Collège
- Plans agricoles et internationaux, 7 cours, année 1947-1948
- L'agriculture dans l'Europe unie, 1 cours, année 1948-1949
- Plans agricoles nationaux et internationaux, 6 cours, année 1949-1950
- L'agriculture des pays sous-développés, 2 cours, année 1955-1956.

### Autres écrits académiques

#### Conseil économique
- La réforme du statut du fermage et du métayage, Études et travaux, PUF 1949.
- Problème de l'ampleur et des causes de la disparité entre les prix agricoles et les prix industriels, 1951, polycopié.

#### Participations à des ouvrages collectifs
- L'agriculture en économie libérée, Pour une économie libérée, Centre d'action économique et douanière, SPID 1946.
- Le problème des investissements dans l'agriculture française, International Conference of agricultural Economist, Darlington Hall 1947.
- Les problèmes de la comptabilité agricole, Congrès international de la Comptabilité, 1948, Ordre national des experts comptables, 1948.
- Les effets de la motorisation sur l'économie de l'exploitation, Travaux du Groupe des Agros praticiens, 1949.
- Le capitalisme d'`état et la production agricole, Vingt ans de capitalisme d'État, éd. SPID, 1951.
- La politique européenne d'expansion agricole, Centre européen universitaire de Nancy, 1953.
- Le monde rural dans la société française, Aspects de la société française, HECJF, Pichon et Durand-Auzias, 1954.
- La plante , l'invention et l'avenir agricole, Syndicat des producteurs de semences sélectionnées, 1956.
- La construction d'un Marché commun européen par secteurs de production: l'agriculture , Centre européen universitaire de Nancy, 1956, polycopié.

#### Préfaces à des ouvrages
- Rémunération et niveau de vie dans les kolkhozes, Le troudoden, de WronskI, Paris 1957.
- L'Économie des exploitations agricoles, de L. Malassis, Paris 1958.
- Du kolkhoze au sovkhoze, de D. Nacou, Paris 1958.
- L'économie rurale, de J. Valarché, Paris 1959.
- Le commerce en matière agricole entre l'Europe de l'Ouest et l'Europe de l'Est, de G. Lazarick, Paris 1959.
- La production viticole hors de France, de Yves Tiengou des Royeries, Paris 1959.

#### Travaux juridiques et économiques de l'Université de Rennes
- La division internationale du travail et la reconstruction économique de l'Europe, 1932.
- Les problèmes de l'économie marocaine, 1934.
- Charles Turgeon et la conception socialiste de l'histoire, 1935.
- L'apport de Lucien Brocard à la doctrine de l'économie nationale, 1937.

#### Revue économique
- Les projets d'expansion agricole européenne, septembre 1953.
- Le Marché commun et ses problèmes agricoles, 1958.